# Elżbieta Bianka Czartoryska
Elżbieta Zamoyska née Czartoryska le 1er septembre 1905 à Krasne et morte le 18 septembre 1989 à Genève, est une princesse polonaise de la famille Czartoryski.

## Biographie
Elżbieta Czartoryska est la fille d'Adam Ludwik Czartoryski et de Maria Ludwika Krasińska (pl).

## Mariage
Elle épouse Stefan Adam Zamoyski (pl). Ils ont pour enfants :
- Maria Helena Zamoyska
- Zdzisław Klemens Zamoyski
- Adam Zamoyski.